# Consejo Federal (Alemania)
El Consejo Federal (en alemán: Bundesrat) es el órgano de representación de los dieciséis estados federados de Alemania, con sede en la antigua Cámara de los Señores de Prusia (Preußisches Herrenhaus) en Berlín. Su segunda sede se encuentra en la antigua capital de la Alemania Occidental, Bonn.
El Bundesrat actúa como órgano constitucional federativo y legislativo de Alemania. Aunque según la constitución alemana oficialmente no es parte del Parlamento federal, en la práctica ejerce las funciones de una cámara alta (la cámara baja sería el Bundestag). El Bundesrat tiene por función aprobar, rechazar o sancionar las leyes federales que afectan a las competencias de los estados federados. Sus miembros son nombrados por los Gobiernos de los estados federados.

## Historia
El Bundesrat fue originalmente fundado en 1871, en el momento de la fundación del Imperio Alemán, reemplazando al cuerpo legislativo que había existido bajo el mismo nombre y con las mismas funciones en la Confederación Alemana del Norte. Durante la época del Imperio, el Bundesrat fue el verdadero titular de la soberanía nacional alemana. Bajo la constitución de Weimar (aprobada en 1919) el Bundesrat fue sustituido por el Reichsrat, que continuó existiendo hasta 1934, fecha en que fue disuelto por el régimen nazi. 
Hasta 1949 no se refundó nuevamente el Bundesrat como cámara alta creada por la Ley Fundamental para la República Federal de Alemania. Debido a esto, inicialmente tuvo su sede en Bonn, que entonces era la capital de la Alemania occidental. Con la reunificación alemana en 1990, casi una década después, su sede se trasladó a Berlín.
Consejo de la Unión Europea
Los fundadores del Consejo de la Unión se inspiraron en gran medida en el Consejo Federal para diseñar el funcionamiento y composición de dicho Consejo.
Esta tabla, más que el número de delegados o escaños, muestra el número de votos de cada estado en el Bundesrat. Debido al sistema de votos del Bundesrat, en una votación todos los delegados de un estado federado tienen que votar en el mismo sentido (ver abajo). Dado que las elecciones regionales en Alemania no están coordinadas, sino que pueden celebrarse en cualquier momento, la distribución de las mayorías en el Bundesrat suele cambiar a menudo.

### Forma de votación
A diferencia de muchos otros órganos legislativos, los delegados en el Bundesrat no votan individualmente, sino por estado. Por lo tanto, es posible (y hasta usual) que no todos los delegados de un estado estén presentes en una votación, ya que su portavoz (normalmente el primer ministro del estado) puede dar todos los votos que tiene el estado respectivo.
Como en los estados federados de Alemania son muy comunes los gobiernos de coalición entre dos partidos, muchos estados acuerdan abstenerse si los dos partidos de la coalición no pueden ponerse de acuerdo sobre una posición. Sin embargo, esto es un compromiso solo a primera vista: como cada decisión en el Bundesrat requiere una mayoría absoluta de los votos de todos los estados, una abstención tiene, de hecho, los mismos efectos que un voto negativo.
Si, a causa de un conflicto entre los miembros de una delegación, los delegados no votan en bloque, se invalida el voto completo de todo el estado. Esto tuvo importancia práctica en 2002, cuando en una votación sobre la Ley de Inmigración los miembros de la delegación de Brandeburgo dieron dos votos distintos —el primer ministro del país, Matthias Platzeck (SPD), votó a favor de la Ley, mientras que el ministro de Interior, Jörg Schönbohm (CDU) votó en contra—. El entonces presidente del Bundesrat, Klaus Wowereit (SPD) pidió a la delegación que reconsiderase su voto y, al repetir su afirmación Matthias Platzeck, lo admitió como válido, con lo que quedó aprobada la ley. Sin embargo, esto causó mucha controversia y, finalmente, el Tribunal Constitucional declaró que no deberían haberse contado los votos de Brandeburgo, con lo que la ley ya no tenía mayoría y fue declarada nula.

### Presidencia
Por tradición, la presidencia del Bundesrat cambia cada año de forma rotativa entre los primeros ministros de los estados federados. El presidente del Bundesrat convoca y preside las sesiones del órgano y es formalmente responsable de la representación de la República Federal en la Cámara. Es ayudado por dos vicepresidentes que lo sustituyen en caso de ausencia.

## Composición
La composición del Bundesrat es diferente de la de otros órganos legislativos representando estados federados (como, por ejemplo, el Senado de EE. UU.). En primer lugar, sus miembros no son elegidos ni por voto popular ni por los parlamentarios regionales, sino nombrados y retirados directamente por los gobiernos regionales. Normalmente, son miembros de los gabinetes, a menudo liderados por el mismo primer ministro del estado federado.
La cantidad de votos de cada estado federado depende del número de habitantes (ver: Organización territorial de Alemania).
|                                           | Land                            | Población  | Votos         | Población por voto | Coalición                 | Ministro-presidente  |
| Escudo de Baden-Württemberg               | Baden-Wurtemberg                | 10.879.618 | 6 █ █ █ █ █ █ | 1.813.270          | B'90/Die Grünen/CDU       | Winfried Kretschmann |
| Escudo de Baviera                         | Baviera                         | 12.843.514 | 6 █ █ █ █ █ █ | 2.140.586          | CSU/FW                    | Markus Söder         |
| Escudo de Berlín                          | Berlín                          | 3.520.031  | 4 █ █ █ █     | 880.008            | CDU/SPD                   | Kai Wegner           |
| Escudo de Brandeburgo                     | Brandeburgo                     | 2.484.826  | 4 █ █ █ █     | 621.207            | SPD/BSW                   | Dietmar Woidke       |
| Escudo de Bremen                          | Bremen                          | 671.489    | 3 █ █ █       | 223.830            | SPD/B'90/Die Grünen/Linke | Andreas Bovenschulte |
| Escudo de Hamburgo                        | Hamburgo                        | 1.787.408  | 3 █ █ █       | 595.803            | SPD/B'90/Die Grünen       | Peter Tschentscher   |
| Escudo de Hesse                           | Hesse                           | 6.176.172  | 5 █ █ █ █ █   | 1.235.234          | CDU/SPD                   | Boris Rhein          |
| Escudo de Mecklemburgo-Pomerania Anterior | Mecklemburgo-Pomerania Anterior | 1.612.362  | 3 █ █ █       | 537.454            | SPD/Linke                 | Manuela Schwesig     |
| Wappen Niedersachsen                      | Baja Sajonia                    | 7.926.599  | 6 █ █ █ █ █ █ | 1.321.100          | SPD/B'90/Die Grünen       | Stephan Weil         |
| Escudo Renania del Norte-Westfalia        | Renania del Norte-Westfalia     | 17.865.516 | 6 █ █ █ █ █ █ | 2.977.586          | CDU/B'90/Die Grünen       | Hendrik Wüst         |
| Wappen Rheinland-Pfalz                    | Renania-Palatinado              | 4.052.803  | 4 █ █ █ █     | 1.013.201          | SPD/B'90/Die Grünen/FDP   | Alexander Schweitzer |
| Escudo de Sarre                           | Sarre                           | 995.597    | 3 █ █ █       | 331.866            | SPD                       | Anke Rehlinger       |
| Escudo de Sajonia                         | Sajonia                         | 4.084.851  | 4 █ █ █ █     | 1.021.213          | CDU/SPD                   | Michael Kretschmer   |
| Escudo de Sajonia-Anhalt                  | Sajonia-Anhalt                  | 2.245.470  | 4 █ █ █ █     | 561.368            | CDU/SPD/FDP               | Reiner Haseloff      |
| Wappen Schleswig-Holstein                 | Schleswig-Holstein              | 2.858.714  | 4 █ █ █ █     | 714.679            | CDU/B'90/Die Grünen       | Daniel Günther       |
| Escudo de Turingia                        | Turingia                        | 2.170.714  | 4 █ █ █ █     | 542.679            | CDU/BSW/SPD               | Mario Voigt          |
|                                           | Total                           | 82.175.684 | 69            | 1.190.952          |                           |                      |

## Estructura organizativa
Como el Bundesrat es mucho más pequeño que el Bundestag, su estructura organizativa no es tan extensa como la de la Cámara Baja. Mientras que el Bundestag suele tener unas cincuenta sesiones anuales, el Bundesrat tiene sesiones plenarias solo una vez al mes para votar la legislación preparada por las comisiones. Los miembros de las delegaciones de los estados no suelen vivir en Berlín y rara vez participan en las sesiones de las comisiones; en su lugar van funcionarios de sus respectivos ministerios. Además, los delegados reciben ayuda de las representaciones regionales (Landesvertretungen), que básicamente funcionan como embajadas de los estados federados en la capital federal.

## Tareas e importancia política
La autoridad legislativa del Bundesrat es subordinada a la del Bundestag. No obstante, tiene un papel vital en la legislación alemana. El Bundesrat tiene que aprobar todas las leyes procedentes del Bundestag que afecten áreas políticas para las que la Constitución alemana prevea la "competencia legislativa concurrente" entre estados federados y la Federación, además de todas las leyes para cuya administración son necesarias las autoridades regionales.
A lo largo de la historia de la República Federal, el porcentaje de leyes federales que requerían aprobación por el Bundesrat ha subido constantemente. Esto se debe, por una parte, al hecho de que los gobiernos federales solían legislar cada vez más en ámbitos antes reservados solo a la legislación regional; por otra parte, a que el Bundesrat logró imponer una idea más amplia de qué leyes federales afectaban los intereses de los estados federados. Mientras que en 1949 solo el 10% de las leyes federales pasaban por el Bundesrat, en 1993 fueron cerca del 60%.
Para este tipo de leyes y para los cambios constitucionales, el Bundesrat tiene un poder de veto absoluto. Además, tiene un veto suspensivo para todos los demás tipos de leyes; sin embargo, este veto suspensivo puede ser superado si la ley vuelve a lograr una mayoría en el Bundestag. Si una ley es vetada por dos tercios del Bundesrat, para superar el veto tiene que lograr también una mayoría de dos tercios en el Bundestag.
En caso de un veto absoluto, el Bundesrat, el Bundestag o el Gobierno Federal pueden convocar una comisión para negociar un compromiso (Vermittlungsausschuss). Este comité está compuesto por 16 miembros del Bundestag y otros tantos del Bundesrat. Si llega a un compromiso, este tiene que ser sometido a voto tal como está en ambas cámaras; si es rechazado en alguna de ellas, el proyecto de ley habrá fracasado.
El poder político de este veto absoluto queda de manifiesto sobre todo cuando los partidos de oposición en el Bundestag obtienen una mayoría en el Bundesrat, lo cual fue el caso casi constantemente entre 1991 y 2005 (hasta 1998, con mayoría del CDU en el Bundestag y del SPD en el Bundesrat, y desde 1999, al revés). En este caso, y como el Bundesrat (a cambio del Bundestag) no puede ser disuelto en ninguna circunstancia, la oposición puede amenazar con bloquear el programa legislativo del gobierno. De este modo, la anticipación de las elecciones alemanas de 2005 se debió sobre todo al hecho de que, con la victoria en las elecciones regionales de Renania del Norte, CDU y FDP habían ganado una mayoría de dos tercios en el Bundesrat, con lo que podía bloquear todos los proyectos de ley del gobierno de SPD y Verdes.
A consecuencia de esta amenaza constante de bloqueo (momentáneamente remendada por la formación de la gran coalición de CDU y SPD a escala federal), durante los últimos años se ha llevado a cabo la llamada "reforma del federalismo" apoyada por los dos grandes partidos. Con esta reforma, se pretende disminuir el porcentaje de leyes que necesitan una aprobación por el Bundesrat, repartiendo de forma más inequívoca las competencias entre la legislación federal y la regional.